# Ас новчића (тарот карта)
Ас новчића је карта која се користи у картама латинске боје које укључују тарот шпилове. То је део онога што читаоци тарот карата зову „Мала аркана“. Тарот читачи често називају одело за новчиће „Пентакли“. Тарот карте се користе широм Европе за играње тарот карташких игара. У земљама енглеског говорног подручја, где су игре углавном непознате, тарот карте су се почеле користити првенствено у сврхе прорицања.